# Župec
Župec je priimek več oseb:
- Frančišek Župec, slovenski študent
- Jože Župec, slovenski vojak